# Леблон (Рио-де-Жанейро)
Леблон (порт. Leblon) — престижный район в южной части Рио-де-Жанейро и расположенный на нём знаменитый морской пляж. Восточной границей района является канал Jardim d’Allah, разделяющий районы Леблона и Ипанемы, на западе район простирается до горы Дойз-Ирманс, у подножия которой расположена фавела Видигал (порт. Vidigal). До последних десятилетий XIX века на месте нынешнего района Леблон была песчаная территория с несколькими фермами.

## История
Первое сохранившееся письменное упоминание об этом регионе — карта, сделанная французскими исследователями в 1558 году, на которой в этом месте обозначена деревня индейцев тупи. В том же веке, после победы португальцев над французами в Антарктической Франции, португальский генерал-губернатор Антонио Салема (António Salema (исп.). pt.wikipedia.org. Дата обращения: 13 сентября 2022.) истребил индейцев, населявших этот регион, ради создания плантаций сахарного тростника. Для уничтожения индейцев среди них распространяли одежду, инфицированную вирусом чёрной оспы. В 1609 году регион был передан Мартиму де Са (Martim de Sá), губернатору Рио-де-Жанейро, и после этого многократно менял своих португальских владельцев.
Бернардино Хосе Рибейру (порт. Bernardino José Ribeiro) купил эти замели в 1844 году и в следующем году продал их бизнесмену Карлосу Леблону (порт. Carlos Leblon — родился в 1804 году в французском городе Марсель, затем в юном возрасте эмигрировал в Бразилию, умер в Рио-де-Жанейро в 1880), который основал китобойную компанию в этом регионе. В то время промысел китов, особенно кашалотов, имел большое значение в экономике, в частности, из-за жира, который использовался для освещения. В этот период земли Леблона стали называть «Кампо до Леблон» (Campo do Leblon). С 1854 года, когда Иринеу Эванжелиста ди Соза внедрил газовое освещение, китобойный бизнес пришел в упадок, и Карлос Леблон продал свою землю бизнесмену Франсиску Фиальу (порт. Francisco Fialho). В начале XX века компания Конструтора Ипанема (Construtora Ipanema) приобрела эту землю, разделенную на небольшие партии с официальными улицами, а 26 июля 1919 начала продавать их частным лицам, уже с именем «Леблон». В 1920 году в парке Jardim de Alá (исп.). pt.wikipedia.org. Дата обращения: 13 сентября 2022. был прорыт канал Жардим-де-Алах (порт. Jardim de Aláh, «Сад Аллаха»), соединяющий лагуну Родригу-ди-Фрейташ с океаном и разделяющий районы Леблон и Ипанема.
До 1969 года в районе Леблон располагалась фавела Прайа ду Пинту (Favela da Praia do Pinto), простиравшаяся до берега лагуны Родригу-ди-Фрейташ и насчитывавшая около 15000 жителей. Поле пожара, произошедшего в мае этого года, фавела была уничтожена, а её жители переселены в другие места, в том числе, в Сидаде-де-Деуш.